# Bridget Hall
Bridget Hall (ur. 12 grudnia 1977 roku w Springdale) – amerykańska modelka.

## Kariera
Bridget Hall pierwsze kroki w zawodzie modelki stawiała mając 14 lat. W 1992 roku podpisała kontrakt z nowojorskim oddziałem agencji IMG. Rok później podpisała kontrakt w Paryżu i Londynie, gdzie w zaledwie kilka tygodni rozpoczęła współpracę z najbardziej liczącymi się ludźmi w branży mody. Wkrótce jej twarz ozdobiła okładki znanych magazynów mody: Vogue, Elle, Allure. Z początkiem 1995 roku była już jedną z najbardziej znanych modelek na świecie według brytyjskiej edycji magazynu Vogue. Prezentowała kolekcje oraz brała udział w kampaniach reklamowych m.in. dla domów mody: Chanel i Christian Dior. W latach 1999 i 2003 jej zdjęcia znalazły się w kalendarzu firmy Pirelli. W latach 2002–2006 była twarzą marki Sports Illustrated Swimsuit.